# Paul Ralph Ehrlich
Paul Ralph Ehrlich (Filadélfia, 29 de maio de 1932) é um biólogo estadunidense, mais conhecido por suas advertências sobre as consequências do crescimento populacional e recursos limitados. É Professor Bing de Estudos Populacionais do Departamento de Biologia da Universidade Stanford e presidente do Centro Stanford de Biologia da Conservação.

## Prêmios e honrarias
- 1990 Prêmio Crafoord
- 1998 Prêmio Tyler de Conquista Ambiental
- 1999 Prêmio Planeta Azul
- 2009 Prêmio Ramon Margalef de Ecologia
- 2013 Prêmios Fundação BBVA Fronteiras do Conhecimento

## Obras

### Livros
- How to Know the Butterflies (1960)
- Process of Evolution (1963)
- Butterflies and Plants: A Study in Coevolution (1964)
- The Population Bomb (1968)
- Population, Resources, Environments: Issues in Human Ecology (1970)
- How to Be a Survivor (1971)
- Man and the Ecosphere: Readings from Scientific American (1971)
- Population, Resources, Environments: Issues in Human Ecology Second Edition (1972)
- Human Ecology: Problems and Solutions (1973)
- Introductory Biology (1973)
- The End of Affluence (1975)
- Biology and Society (1976)
- Ecoscience: Population, Resources, Environment (1978)
- The Race Bomb (1978)
- Extinction (1981)
- The Golden Door: International Migration, Mexico, and the United States (1981)
- The Machinery of Nature: The Living World Around Us and How it Works (1986)
- The Cold and the Dark: The World after Nuclear War (1984, with Carl Sagan, Donald Kennedy, and Walter Orr Roberts)
- Earth (1987, co-authored with Anne Ehrlich)
- Science of Ecology (1987, with Joan Roughgarden)
- The Cassandra Conference: Resources and the Human Predicament (1988)
- The Birder's Handbook: A field Guide to the Natural History of North American Birds (1988, with David S. Dobkin and Darryl Wheye)
- New World, New Mind: Moving Towards Conscious Evolution (1988, co-authored with Robert Ornstein)[2]
- The Population Explosion (1990, with Anne Ehrlich)
- Healing the Planet: Strategies for Resolving the Environmental Crisis (1991, co-authored with Anne Ehrlich)
- Birds in Jeopardy: The Imperiled and Extinct Birds of the United States and Canada, Including Hawaii and Puerto Rico (1992, with David S. Dobkin and Darryl Wheye)
- The Stork and the Plow : The Equity Answer to the Human Dilemma (1995, with Anne Ehrlich and Gretchen C. Daily)
- A World of Wounds: Ecologists and the Human Dilemma (1997)
- Betrayal of Science and Reason: How Anti-Environment Rhetoric Threatens Our Future (1998, with Anne Ehrlich)
- Wild Solutions: How Biodiversity is Money in the Bank (2001, with Andrew Beattie)
- Human Natures: Genes, Cultures, and the Human Prospect (2002)
- One With Nineveh: Politics, Consumption, and the Human Future (2004, with Anne Ehrlich)
- On the Wings of Checkerspots: A Model System for Population Biology (2004, edited volume, co-edited with Ilkka Hanski)
- The Dominant Animal: Human Evolution and the Environment (2008, with Anne Ehrlich)
- Humanity on a Tightrope: Thoughts on Empathy, Family, and Big Changes for a Viable Future (2010, with Robert E. Ornstein)
- Hope on Earth: A Conversation (2014, co-authored with Michael Charles Tobias) ISBN 978-0-226-11368-5

### Artigos
- Ehrlich, P. R. (2010). «The MAHB, the Culture Gap, and Some Really Inconvenient Truths». PLoS Biology. 8 (4): e1000330. PMC 2850377. PMID 20386722. doi:10.1371/journal.pbio.1000330
- Ceballos, Gerardo; Ehrlich, Paul R.; Barnosky, Anthony D.; García, Andrés; Pringle, Robert M.; Palmer, Todd M. (2015). «Accelerated modern human–induced species losses: Entering the sixth mass extinction». Science Advances. 1 (5): e1400253. doi:10.1126/sciadv.1400253